# Stade tunisien (handball)
Le Stade tunisien est un club tunisien de handball qui a vu le jour le 7 juillet 1948.